# 巴甫洛达尔额尔齐斯足球俱乐部
柏夫洛達亞艾迪殊足球會，哈萨克斯坦巴甫洛达尔的一个足球俱乐部。目前主场位于巴普洛达尔中心体育场。该队是哈萨克斯坦实力最强的足球俱乐部之一，曾在1993, 1997, 1999, 2002，2003年5次获得国内联赛冠军。